# Ludwik Tyrowicz (grafik)

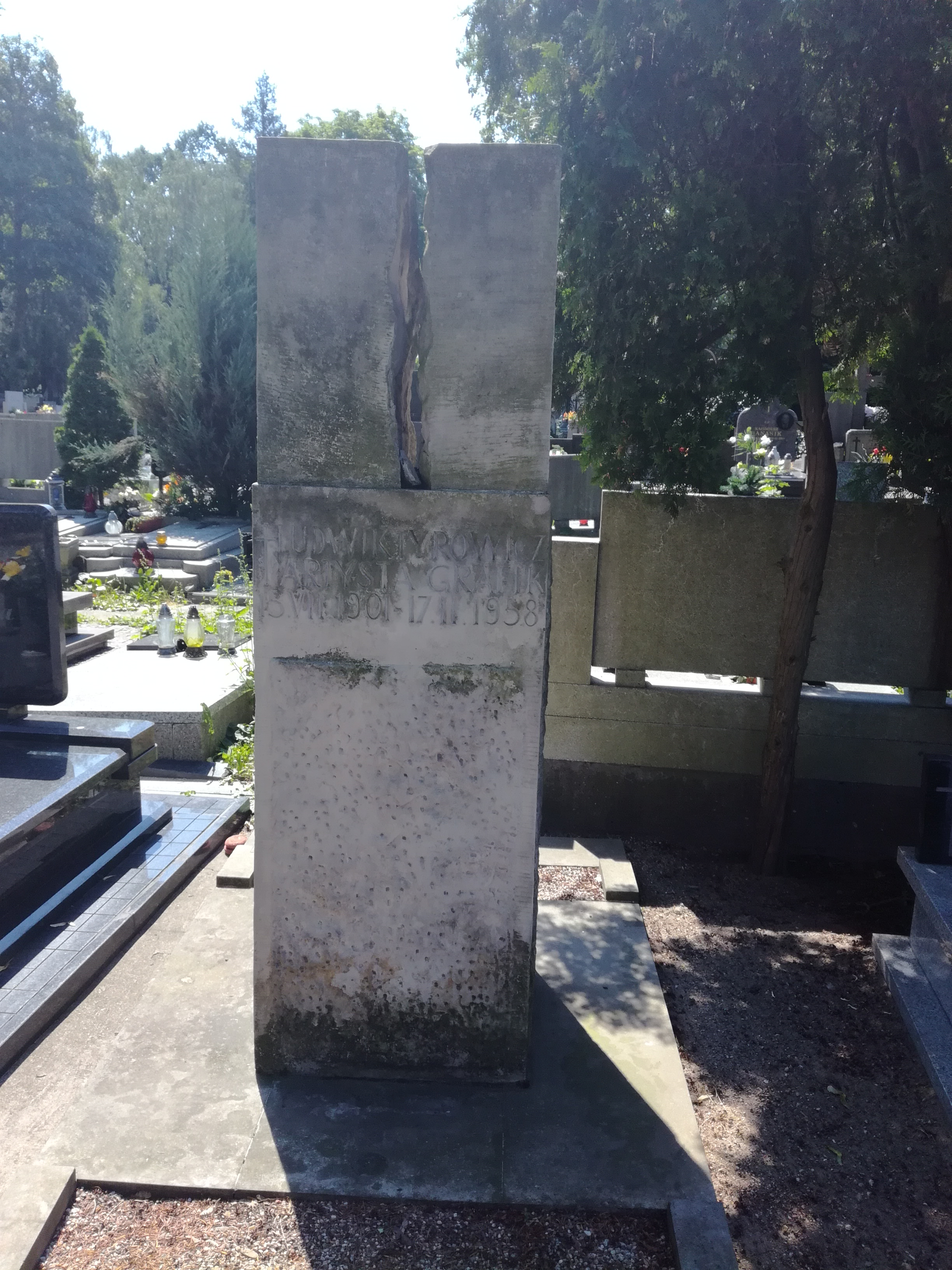
Grób Ludwika Tyrowicza na Starym Cmentarzu w Łodzi

Ludwik Tyrowicz (ur. 15 lipca 1901 we Lwowie, zm. 17 lutego 1958 w Łodzi) – polski grafik, pedagog, twórca ekslibrisów.

## Życiorys
Wywodził się z rodziny ormiańskiej lwowskiego rzeźbiarza Ludwika (1861–1930) i Józefy z Iżykiewiczów (1861–1920). Był bratem Tadeusza (1893–1978) i bratem-bliźniakiem Mariana (1901–1989).
Studiował malarstwo dekoracyjne w Wolnej Akademii Sztuk Pięknych we Lwowie u Kazimierza Sichulskiego, następnie w latach 1923–1926 w Szkole Sztuk Pięknych w Warszawie pod kierunkiem Władysława Skoczylasa, Miłosza Kotarbińskiego i Wojciecha Jastrzębowskiego. W 1930 wrócił do Lwowa, gdzie w latach 1930–1939 był profesorem grafiki na Politechnice Lwowskiej oraz wykładał w Instytucie Sztuk Graficznych.
W okresie międzywojennym był członkiem Stowarzyszenia Polskich Artystów Grafików „Ryt” (skupiającego głównie grafików uprawiających drzeworyt), lwowskiego awangardowego Zrzeszenia Artystów Plastyków „Artes” (opowiadającego się za szeroko pojmowaną sztuką nowoczesną); był współzałożycielem lwowskiego Związku Lwowskich Artystów Grafików.
Od 1945 w Łodzi, gdzie prowadził Wydział Grafiki Państwowej Szkoły Sztuk Plastycznych oraz uczył w Szkole Drukarstwa Artystycznego.
Uprawiał różne rodzaje grafiki warsztatowej, zebrane w teki tematyczne (m.in. Piękny Lwów, Italia, Teka karpacka). Zajmował się grafiką użytkową, był autorem kilkuset ekslibrisów, m.in. dla braci Mariana i Tadeusza, Rosy Bailly, Stefana Kawyna, Zenona Klemensiewicza, Tymona Terleckiego. W roku 1938 opublikował pracę Liternictwo w reklamie. 
Pochowany na Starym Cmentarzu przy ul. Ogrodowej w Łodzi, w części katolickiej.

## Ordery i odznaczenia
- Srebrny Krzyż Zasługi (22 lipca 1952)[6]
- Medal 10-lecia Polski Ludowej (28 lutego 1955)[7]